# Adam Zaleski
Adam Andrzej Zaleski (ur. 31 maja 1928 we Lwowie, zm. 18 stycznia 2023) – polski chemik, emerytowany profesor zwyczajny Politechniki Wrocławskiej.

## Dane ogólne
Ojciec, Ryszard – prawnik i kupiec, uczestnik I wojny światowej, wojny polsko-bolszewickiej 1920, uczestnik obrony Lwowa w 1939. Jako oficer rezerwy dostał się do niewoli sowieckiej, osadzony w obozie w Starobielsku na Ukrainie, decyzją władz sowieckich rozstrzelany bez sądu i wyroku w Charkowie w kwietniu 1940 roku, razem z ok. 3800 oficerami z obozu starobielskiego.
Matka, Stanisława z domu Lubińska.
Wdowiec. Ma dwóch synów – Piotra (ur. 1955) i Andrzeja (ur. 1961).

## Wykształcenie i praca zawodowa
Do 1939 Adam Zaleski ukończył we Lwowie 5 klas szkoły powszechnej. W kwietniu 1940, jako rodzina oficerska, został wraz z matką i siostrą aresztowany i wywieziony do północno-wschodniego Kazachstanu do katorżniczych prac fizycznych w fabryce cegieł i przy załadunku drewna na rzeczne statki i in. W ramach repatriacji wrócił do kraju w 1946, a w 1947 zdał eksternistycznie maturę w liceum mat. fiz. w Kaliszu. W tym samym roku rozpoczął studia na Oddziale Chemii Technicznej Wydziału Matematyczno-Fizyczno-Chemicznego Uniwersytetu i Politechniki Wrocławskiej, które ukończył w sierpniu 1952 roku, uzyskując dyplom mgr inż. chemika. Pracę naukowo-dydaktyczną rozpoczął przed ukończeniem studiów, w roku 1951, na stanowisku młodszego asystenta w Katedrze Fototechniki Politechniki Wrocławskiej, pod kierunkiem prof. Witolda Romera. W 1963 uzyskał stopień doktora nauk technicznych i stanowisko adiunkta. W 1972 został docentem, w 1990 otrzymał tytuł naukowy profesora nadzwyczajnego, a w 1995 – profesora zwyczajnego. W maju 1998 przeszedł na emeryturę.

## Dorobek naukowy i naukowo-techniczny
W początkowym okresie swojej pracy badawczej zainteresowania A. Zaleskiego skupiały się na zagadnieniach pomiaru strukturalnych własności fotochemicznych mediów zapisu informacji (praca doktorska). Dalszym rezultatem jego badań z tamtego okresu było opracowanie i wykonanie kilku przyrządów do pomiaru własności strukturalnych materiałów fotograficznych dla przemysłu krajowego i jednego na eksport.
Od połowy lat 60. XX w. A. Zaleski skierował swoje zainteresowania badawcze na bardzo aktualne w tym czasie dla przemysłu fotochemicznego i nie w pełni rozpoznane zagadnienia powstawania, wzrostu i badania własności kryształów halogenków srebra w emulsjach światłoczułych. Wyniki tych prac doprowadziły do licznych opracowań przemysłowych i kilku wdrożeń. Najważniejsze z nich to współautorstwo w opracowaniu nowoczesnej, ekologicznie bezpiecznej tzw. dwustrumieniowej technologii otrzymywania emulsji światłoczułych i wdrożenie jej do produkcji w polskim przemyśle fotochemicznym oraz główne autorstwo w opracowaniu i wdrożeniu pierwszej w krajach ówczesnego bloku wschodniego technologii produkcji fotograficznych materiałów wprostpozytywowych, opartych na zjawisku fotoregresji obrazu utajonego w kryształach halogenków srebra. Rezultatem dalszych badań było opracowanie technologii wytwarzania materiałów fotograficznych dla holografii i uczestnictwo w opracowaniu technologii produkcji błon dla defektoskopii. Inne badania doprowadziły do opracowania technologii wytwarzania mikroskal dla przemysłu optycznego i urządzeń radarowych oraz opracowania metod pomiarowych dla kontroli przemysłowego wytwarzania elektronicznych obwodów scalonych metodą mikrolitografii i sitodruku. Podczas pracy A. Zaleskiego na stanowisku konsultanta naukowego w Bydgoskich Zakładach Fotochemicznych wdrożono do produkcji dwa typy wysokoczułych materiałów fotograficznych oraz wysokokontrastowe błony typu „lith” dla przemysłu poligraficznego.
Dorobek naukowy i techniczny A. Zaleskiego jest zawarty w 17 artykułach w zagranicznych czasopismach naukowych, 34 krajowych, 14 patentach polskich oraz w szeregu komunikatów konferencyjnych. Ma też w dorobku 49 poufnych sprawozdań technologicznych, podlegających centralnej ewidencji uczelni. Opracował również hasła do Encyklopedii Techniki (WTN 1976) i jest współautorem zbiorowej monografii „Informacja obrazowa” (WTN 1992), autorem dwóch skryptów „Wzrost kryształów” i „Techniczne metody produkcji emulsji światłoczułych” dla studentów IV i V roku Wydziału Chemicznego i jednego skryptu do ćwiczeń laboratoryjnych.

## Współpraca z zagranicą
W 1965 roku odbył półroczny staż naukowy na Uniwersytecie Technicznym w Dreźnie (Niemcy). Uczestniczył czynnie w 25 kongresach, konferencjach naukowych i międzynarodowych sympozjach (USA, W. Brytania, Szwajcaria, Niemcy, Gruzja, Rosja, Czechy, Słowacja, Węgry, Japonia, Bułgaria, Belgia) i w 10 krajowych. W 1986 roku był zaproszony na wykłady do szwedzkiego przemysłu fotochemicznego (Strängnäs pod Sztokholmem), a w 1987 jako profesor wizytujący na wykłady przez Chińską Akademię Nauk do Pekinu, Uniwersytetu w Hefei (prow. Anhua) i do chińskiego przemysłu fotochemicznego (Baoding). W wyniku naukowych kontaktów zagranicznych został przedstawicielem Polski w International Committee of Imaging Scence (ICIS) z siedzibą w Londynie oraz  członkiem grupy badawczej IAG (Internationale Arbeitsgemeinschaft fűr Forschung der Gelatine) we Fryburgu (Szwajcaria). Był członkiem komitetu redakcyjnego czasopisma „Journal of Information Recording” wydawanego w Niemczech.
W latach 1976–1989 był członkiem rady naukowej corocznego sympozjum Fotografia Academica, organizowanego przez Wyższą Szkołę Chemiczno-Technologiczną w Pardubicach (Czechy).

## Działalność dydaktyczna i wychowanie kadry
Kierował czterdziestoma pracami magisterskimi, był promotorem 4 prac doktorskich i recenzentem 10 prac doktorskich i 2 habilitacyjnych.
W latach 1951–1970 prowadził pracownię z podstaw procesu fotograficznego na IV roku wydziału chemicznego. Od 1967 roku prowadził wykład „Podstawy i teoria procesów fotograficznych” i wykład „Poligrafia” dla studentów specjalizacji „Fototechnika”, a w latach 1987 i 1988 dla II roku Wydziału Architektury i wykłady monograficzne z fotografii dla studentów Wydziału Podstawowych Problemów Techniki. W latach 1980–1981 i w 1987 wykładał na studiach podyplomowych dla kadry inżynierskiej przemysłu fotochemicznego, w roku 1992 na studium podyplomowym z poligrafii „Metody fotochemicznego zapisu informacji”. W latach 1982, 1984 i 1986 wykładał w szkole jesiennej fotochemii i fotofizyki organizowanej w Geisig (Niemcy) przez Uniwersytet Techniczny w Dreźnie.

## Działalność organizacyjna
W latach 1969–1974 był prodziekanem Wydziału Chemicznego Politechniki Wrocławskiej, w latach 1975–1980 zastępcą dyrektora Instytutu Chemii Fizycznej i Organicznej (I-4) ds. dydaktyki, w latach 1978–1987 był pełnomocnikiem Rektora ds. audiowizualnych, w latach 1984–1985 zastępcą dyrektora Instytutu I-4 ds. badań, współpracy z przemysłem i zagranicą, a w latach 1986–1991 jego dyrektorem. W latach 1985–1992 był przewodniczącym uczelnianej Odwoławczej Komisji Dyscyplinarnej dla studentów. Od 1979 roku do przejścia na emeryturę w 1998 roku był kierownikiem Zakładu Fototechniki początkowo w Instytucie Chemii Fizycznej i Organicznej, a od 1993 roku po jego przekształceniu, w Instytucie Chemii Fizycznej i Teoretycznej.
W latach 1987–1991 był członkiem Rady Naukowej Ośrodka Badawczo-Rozwojowego Przemysłu Poligraficznego, w latach 1979–1983 członkiem Rady Naukowej Instytutu Przemysłu Organicznego, a w latach 1992–1997 członkiem Rady Techniczno-Ekonomicznej Warszawskich Zakładów Fotochemicznych.

## Odznaczenia i nagrody
A. Zaleski został odznaczony Krzyżem Kawalerskim Orderu Odrodzenia Polski, Złotym Krzyżem Zasługi, Medalem Komisji Edukacji Narodowej, Medalem XXXV-lecia Politechniki Wrocławskiej, Złotą Odznaką Politechniki Wrocławskiej, Medalem Honorowym Wyższej Szkoły Chemiczno-Technologicznej w Pardubicach, Tytułem „Zasłużonego Członka Fotoklubu RP" i honorowe członkostwo tego klubu (1998), Medalem Brytyjskiego Królewskiego Towarzystwa Fotograficznego (Royal Photographic Society) z tytułem Honorowego Członka tego Towarzystwa (Honorary Fellow, rok 2000) za działalność naukową w dziedzinie fototechniki. A. Zaleski był laureatem zespołowej nagrody IV stopnia w ogólnopolskim konkursie „Szukamy nowych technologii na eksport”, miał tytuł „Mistrza Techniki” Warszawy, nagrodę Ministra Szkolnictwa Wyższego za pracę dydaktyczno-organizacyjną, nagrodę Sekretarza PAN za wdrożenia przemysłowe i ponad 20 nagród rektora PWr za osiągnięcia badawcze i dydaktyczne. Honorowy członek Związku Polskich Artystów Fotografików.

## Działalność społeczna
Po przejściu na emeryturę w 1998 roku A. Zaleski angażował się w pracy społecznej nad rozpowszechnianiem wiedzy o losach Polaków na Wschodzie podczas II wojny światowej, które sam doświadczył i w nich uczestniczył. Był członkiem Stowarzyszenia Dolnośląskiej Rodziny Katyńskiej, członkiem Związku Sybiraków i Towarzystwa Przyjaciół Lwowa. W ramach tej działalności był przewodniczącym obchodów 60-lecia zbrodni katyńskiej (2000) i w latach 1998–2010 przewodniczącym dolnośląskiego jury ogólnopolskiego konkursu szkół średnich „Losy Polaków na Wschodzie podczas II wojny światowej”. Był autorem książeczki „Zbrodnia Katyńska” (wyd. Dolnośląska Agencja jerG, Wrocław 2000). Dochód z jej sprzedaży zasilił konto budowy Pomnika Ofiar Katynia we Wrocławiu. Wygłosił kilkadziesiąt referatów na temat losów Polaków na Wschodzie podczas II wojny światowej w szkołach średnich i wyższych, stowarzyszeniach, w wojsku i w wielu instytucjach publicznych Dolnego Śląska.
Za tę działalność został odznaczony Krzyżem Zesłańców Sybiru, Srebrnym Medalem Opiekuna Miejsc Pamięci Narodowej i Medalem „Pro Memoria".

## Publikacje książkowe
Adam Zaleski, Wspomnienia lwowskie, kazachstańskie i inne, Wrocław 2014 i 2015, ISBN 978-83-938532-0-5
Adam Zaleski, Zabierajcie się ze wszystkim – pojedziecie! Собирайтесь совсем – поедете!, Wrocław 2017, ISBN 978-83938532-8-1